# Eva Cyba
Eva Cyba (* 1943 in Linz) ist eine österreichische Soziologin.  Ihre thematischen Schwerpunkte in Forschung, Lehre und Publikationen sind soziologische Theorien sozialer Ungleichheit, feministische Theorien und Frauenforschung, insbesondere Frauen in der Arbeitswelt. Sie ist Trägerin des Käthe-Leichter-Staatspreises. Ihr Buch Geschlecht und soziale Ungleichheit gilt als ein Grundlagenwerk der soziologischen Geschlechterforschung.

## Leben
Eva Cyba studierte Soziologie, Philosophie und Kunstgeschichte an der Universität Wien. 1976 wurde sie mit einer Dissertation zum Thema Politische Aktivitäten und Studiensituationen: Eine empirische Untersuchung an der Universität Wien promoviert. Sie habilitierte sich 1999 mit der Schrift Konstellationen der Frauenbenachteiligung: Reproduktionsprozesse geschlechtsspezifischer Ungleichheiten, die 2000 als Buch erschien.
Von 1983 bis 1995 war sie Assistenzprofessorin in der Abteilung für Soziologie am Institut für Höhere Studien und wissenschaftliche Forschung in Wien.
Sie war 1987–1991 Vizepräsidentin und von 1988 bis 1995 Sprecherin der Sektion Frauenforschung in der Österreichischen Gesellschaft für Soziologie.  Von 1985 bis 2006 war sie Redakteurin bei der Österreichischen Zeitschrift für Soziologie (ÖZS)
Sie gehörte von 1995 bis 1997 sowie 2003 bis 2005 als Executive Member der European Sociological Association (ESA) an und war 1995–2005 Convenor of the ESA Research Network "Gender Relations in the Labor Market and the Welfare State".
Eva Cyba ist als Dozentin am Institut für Soziologie der Universität Wien tätig. Sie war Gastlektorin an der Wirtschaftsuniversität Wien und den Universitäten Linz und Salzburg.

## Auszeichnung
1996 erhielt Eva Cyba den Käthe-Leichter-Staatspreis, der „für hervorragende Leistungen um die Frauen- und Geschlechterforschung im Bereich der Sozial-, Geistes- und Kulturwissenschaften wie auch um die Frauenbewegung und die Herstellung von Geschlechtergerechtigkeit, verliehen wird.“

## Veröffentlichungen (Auswahl)
- Arbeitsbedingungen und Rationalisierung. In: Marina Fischer-Kowalski, Josef Buček (Hrsg.): Lebensverhältnisse in Österreich. Campus Verlag, Frankfurt/Main, New York 1980 (1982, 1986), ISBN 3-593-32691-4, S. 401–428.
- Schließungsstrategien und Abteilungsmythen: Die Praxis betrieblicher Diskriminierung von Frauen. In: Österreichische Zeitschrift für Soziologie, 1985
- Die verschleierte Diskriminierung im Betrieb. In: Lilo Unterkirchner, Ina Wagner (Hrsg.): Die andere Hälfte der Gesellschaft, ÖGB Verlag, Wien 1987, S. 126–134.
- Arbeitsbedingungen und berufliche Wertorientierungen. In: Werthaltungen und Lebensformen in Österreich. Ergebnisse des Sozialen Survey 1986. Oldenbourg, München, Verlag für Geschichte und Politik, Wien 1987, ISBN 3-486-54541-8 (Oldenbourg), S. 37–80.
- Frauen-Akteure im Sozialstaat. In: Österreichische Zeitschrift für Soziologie, 1991.
- Women's attitudes towards leisure and family. In: Loisir et Société/Society and Leisure. 15. Jg., Nr. 1, 1992, S. 78–94.
- Über die Klassenlage von Managern. In: Hans-Dieter Ganter (Hrsg.): Management aus soziologischer Sicht. Springer 1993
- Überlegungen zu einer Theorie geschlechtsspezifischer Ungleichheiten. In: Petra Frerichs, Margareta Steinrücke (Hrsg.): Soziale Ungleichheit und Geschlechterverhältnisse. Leske + Budrich, Opladen 1993, ISBN 978-3-8100-1072-8, S. 31–50.
- Aspekte der Benachteiligung. Institut für Höhere Studien, Wien 1994 (online). Enthält Sonderabdrucke von Beiträgen.
- Beharrung und Dialog. Feministische Perspektive und soziologische Ungleichheitsanalyse. In: Christof Armbruster, Ursula Müller, Marlies Stein-Hilbers (Hrsg.), Neue Horizonte?, Leske + Budrich, Opladen 1995, S. 157–170.
- Grenzen der Theorie sozialer Schließung? Die Erklärung von Ungleichheiten zwischen den Geschlechtern. In: Angelika Wetterer (Hrsg.): Die soziale Konstruktion von Geschlecht in Professionalisierungsprozessen. Lehrbuch, Campus Verlag 1995, ISBN 978-3-593-35289-3, S. 51–70.
- Modernisierung im Patriarchat? In: Rudolf G. Ardelt, Christian Gerbel (Hrsg.): Österreichischer Zeitgeschichtetag 1995. Österreich – 50 Jahre Zweite Republik, Studien Verlag, Wien 1996, S. 93 f.
- Das Geschlechterverhältnis: traditional, modern oder postmodern? In: Max Preglau, Rudolf Richter (Hrsg.): Postmodernes Österreich? Konturen des Wandels in Wirtschaft, Gesellschaft, Politik und Kultur. Facultas, Wien 1998, ISBN 3-85436-261-7, S. 155–174.
- Geschlechtsspezifische Arbeitsmarktsegmentation: von den Theorien des Arbeitsmarkt zur Analyse sozialer Ungleichheiten am Arbeitsmarkt, in: Birgit Geissler, Friederike Maier, Birgit Pfau-Effinger (Hrsg.): FrauenArbeitsMarkt: der Beitrag der Frauenforschung zur sozio-ökonomischen Theorieentwicklung, Berlin 1998
- Geschlecht und Soziale Ungleichheit. Konstellationen der Frauenbenachteiligung. Leske + Budrich, Opladen 2000.
- Mechanismen der Diskriminierung und Strategien ihrer Überwindung. In: Barbara Keller, Anina Mischau (Hrsg.): Frauen machen Karriere in Wissenschaft, Wirtschaft und Politik. Nomos, Baden-Baden 2002, ISBN 3-7890-7757-7, S. 31–48.
- Zusammen mit Andreas Balog: Die Erklärung sozialer Sachverhalte durch Mechanismen. In: Manfred Gabriel (Hrsg.): Paradigmen der akteurszentrierten Soziologie. VS, Wiesbaden 2004, ISBN 3-531-13895-2, S. 21–42.
- Zusammen mit Sabine Blaschke: Einstellungen zu Arbeit und Beruf? In: Max Haller (Hg.), Österreich zur Jahrhundertwende. Gesellschaftliche Werthaltungen 1986–2004, VS Verlag für Sozialwissenschaften, Wiesbaden 2005, S. 235–270.
- Social Inequality and Gender. In: Gender Issues and Social Science Education, 2/2005 (PDF; 36,4 kB).
- Patriarchat: Wandel und Aktualität. In: Ruth Becker, Beate Kortendiek (Hrsg.): Handbuch Frauen- und Geschlechterforschung. Theorie, Methoden, Empirie. 3. Auflage. VS Verlag für Sozialwissenschaften, Wiesbaden 2010, ISBN 978-3-531-17170-8.
- Ungleichheiten zwischen den Geschlechtern. Ursachen und Veränderungen. In: Monica Budowski, Michael Nollert (Hrsg.), Soziale Ungleichheiten, Seismo, Zürich: 2011, S. 3–56

Herausgeberschaft
- Mit Max Haller, Kurt Holm, Karl H. Müller, Wolfgang Schulz: Österreich im Wandel. Werte, Lebensformen und Lebensqualität 1986 bis 1993. Oldenbourg Wissenschaftsverlag, München 1996.
- Mit Jeanne de Bruijn: Gender and Organizations. Changing Perspectives – Theoretical Considerations and Empirical Findings. VU University Press, 1995.